# Карабутак (приток Большого Кумака)
Карабута́к — река в России, протекает в Оренбургской области. Устье реки находится в 115 км по правому берегу реки Большой Кумак. Длина реки составляет 47 км.

## Данные водного реестра
По данным государственного водного реестра России относится к Уральскому бассейновому округу, водохозяйственный участок реки — Урал от Ириклинского гидроузла до города Орск, речной подбассейн реки — Подбассейн отсутствует. Речной бассейн реки — Урал (российская часть бассейна).
По данным геоинформационной системы водохозяйственного районирования территории РФ, подготовленной Федеральным агентством водных ресурсов:
- Код водного объекта в государственном водном реестре — 12010000412112200003192
- Код по гидрологической изученности (ГИ) — 112200319
- Код бассейна — 12.01.00.004
- Номер тома по ГИ — 12
- Выпуск по ГИ — 2